# マアーン県
マアーン県（マアーンけん、アラビア語: محافظة معان）は、ヨルダンを構成する県（ムハーファザ）の1つである。県都はマアーン。アカバ県、タフィラ県、カラク県などの東にあり、サウジアラビアとの国境の砂漠地帯を管轄しており、ヨルダンの県の中で最も広い面積を持つ。その代わり、人口密度はヨルダンの県の中では最も低い。

## 地理
県内にはヨルダンでももっとも標高の高い山岳部がある。またペトラなどセム系諸王国の遺跡や、シュバク城やモンレアル城などの十字軍遺跡も抱える。

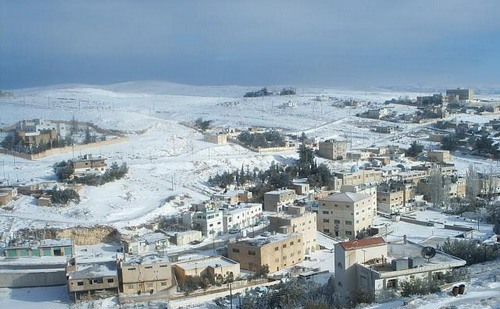
シューバク（Shoubak）の町。冬季は降雪も見られる

## 隣接する県
- アンマン県
- ジャウフ州
- タブーク州
- アカバ県
- タフィラ県
- カラク県

## 下位行政区画

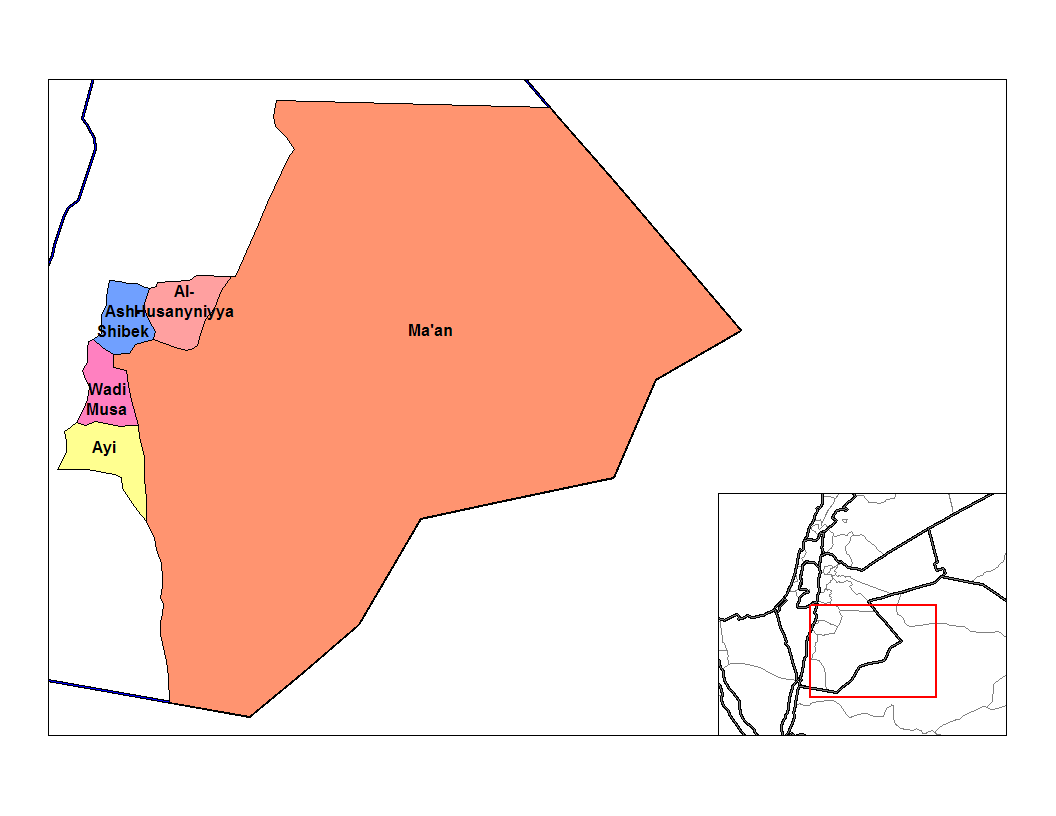
マアーン県の郡

- لواء البتراء (Liwā' al Batrā') (Al-Betrā') - 中心都市：Wadi Musa
- لواء الحسينية (Liwā' al Ḩusaynīyah) (Al-Ḥuseīniyah)
- لواء الشوبك (Liwā' ash Shūbak) - 中心都市：Shoubak
- لواء قصبة معان (Liwā' Qaşabat Ma‘ān) (Qaṣabah Ma'ān)